# 拉斐爾颱風武器站

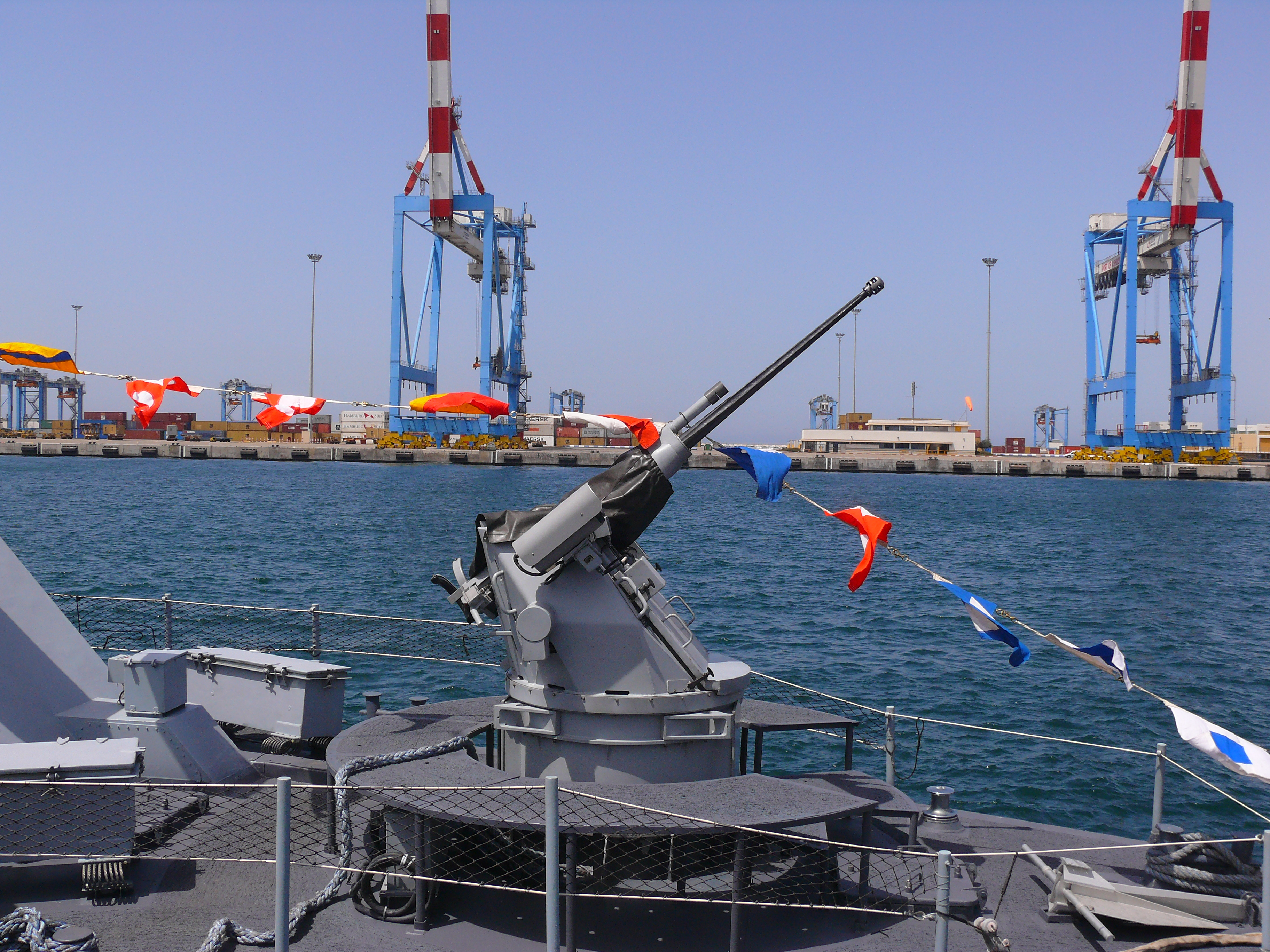
以色列海军沙龍級快速巡邏艇以上，裝備25毫米M242巨蝮式鏈炮的颱風武器站。

颱風武器站（英語：Typhoon Weapon Station）是一台由拉斐爾武器開發局（現稱：拉斐爾先進防禦系統公司）與以色列國防軍合作研發的遙控武器站（遠程操作的砲塔），而且它與同一開發商製造的陸基系統，參孫遙控武器站（參孫RCWS）有著類似的設計原則和共性技術。而且與參孫遙控武器站一樣，颱風武器站也具有多種配置。
颱風武器站以及其輕巧的衍生型，迷你颱風武器站被以色列海军、印度海軍、澳洲皇家海軍、紐西蘭皇家海軍、新加坡共和国海军部队和新加坡警察海岸保衛處（PCG）所使用。

## 概述

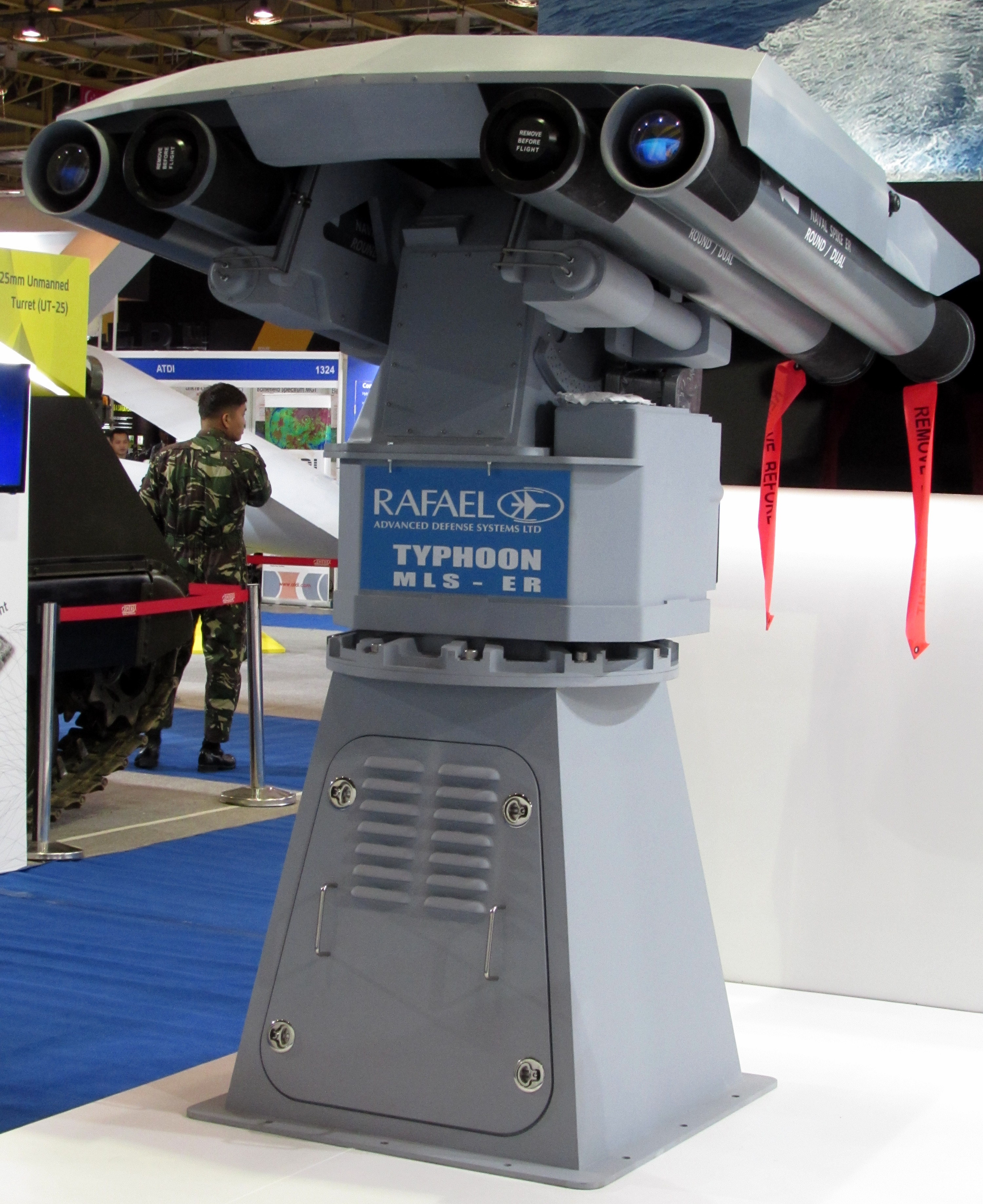
2016年亞洲防務與安全展（Asian Defence and Security）上展出的颱風MLS-ER武器站。

1997年，拉斐爾推出第一台颱風武器站，並且命名為Mk 23。其武器安裝在一個穩定的平台炮架，使其在炮架以下作為平台的艦艇的移動途中時仍然能夠保持指向目標。穩定器具有0.25的精度毫弧度，可讓它保持武器瞄準遠見1,000公尺（3,300英尺）在250毫米（9.8英寸）以內的目標。
炮架無需「甲板穿透」，這使得將武器安裝在艦艇以上相對的較為簡單。颱風武器站可以使用連接上武器炮架以上的瞄準具，也可以從一台獨立的光電探測器（EOD）或是火控雷达（FCR）接收輸入資料。
機炮系統的炮架可以架設由阿連特（ATK）、歐瑞康、毛瑟以及GIAT（今奈克斯特系統公司）生產、口徑在20—30毫米範圍以內的武器型號。視乎武器口徑，炮架以上可承載160—210發。炮架以上的機炮系統可以拆卸下來，換裝MLS-ER導彈發射架以裝填4枚拉斐爾長釘-ER反坦克导弹。炮架具有左右兩側120°的射擊迴旋角，以及在-12.5°和40.5°之間的射擊俯仰角。視乎其架設的機炮和傳感器，一個完整的武器系統在沒有承載彈藥以下的重量為690至750公斤（1,520至1,650磅）之間。
到2006年，全球已經訂購超過120台颱風武器系統。

## 衍生型

### 迷你颱風武器站
迷你颱風武器站（英語：Mini Typhoon Weapon Station）是以以颱風武器站作為藍本的輕量化、遙控武器基站。它可以配備.50口徑重機槍、7.62毫米通用機槍或是40毫米自動榴彈發射器，彈匣可裝填高達230發。該系統具有0.5毫弧度等級的精度，視乎其安裝的武器，一個完整的武器系統在沒有承載彈藥以下的重量為140至170公斤（310至370磅）之間，而同樣地炮架無需「甲板穿透」。迷你颱風武器站亦被架設在防禦者無人水面航行器以上，命名為Mk 49 Mod 0。

### 颱風Mk-30c武器站

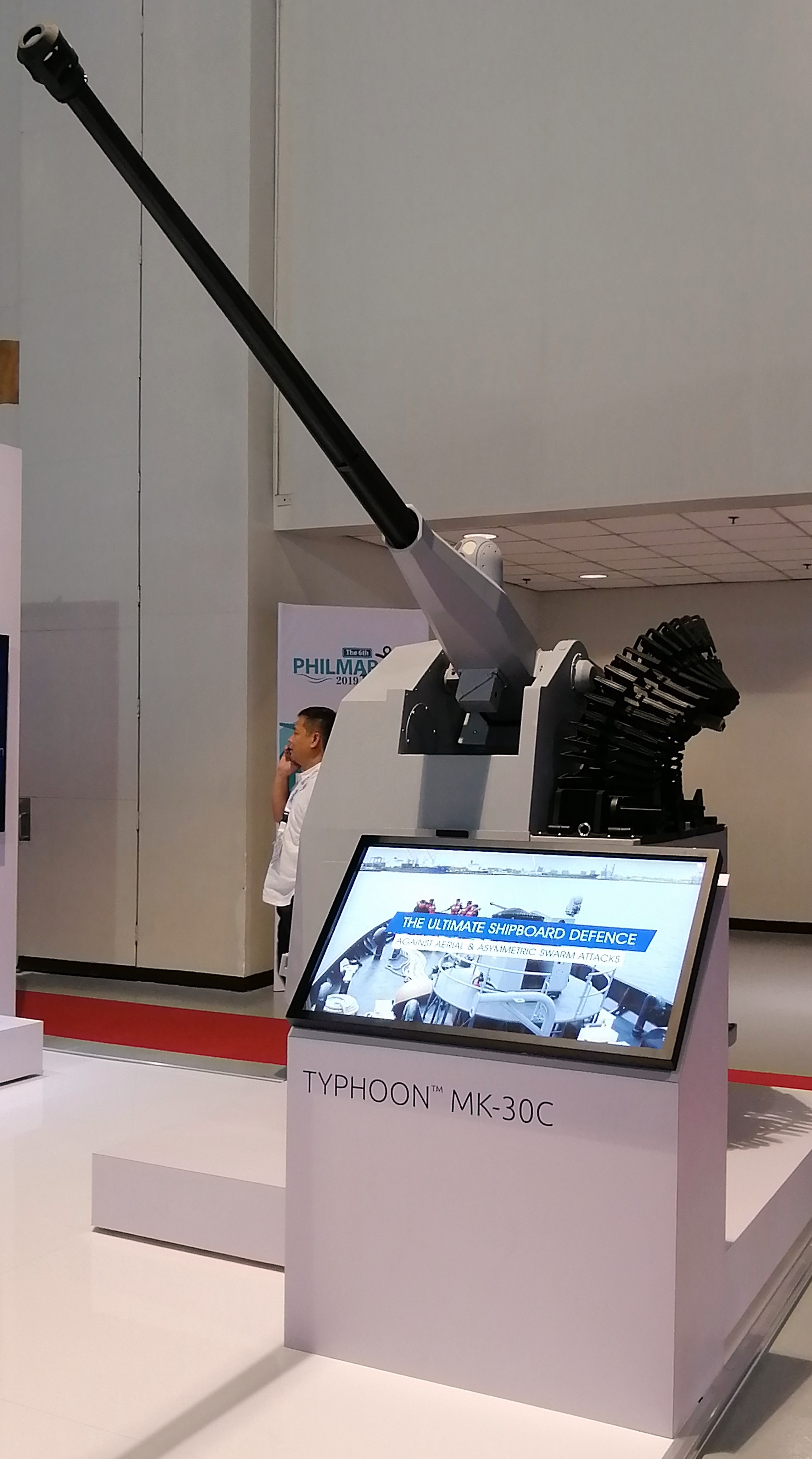
颱風Mk-30c武器站的全尺寸模型的正視圖。

颱風Mk-30c武器站是配備了30毫米Mk 44巨蝮二式鏈炮和200發預備彈藥的新衍生型。

## 使用國

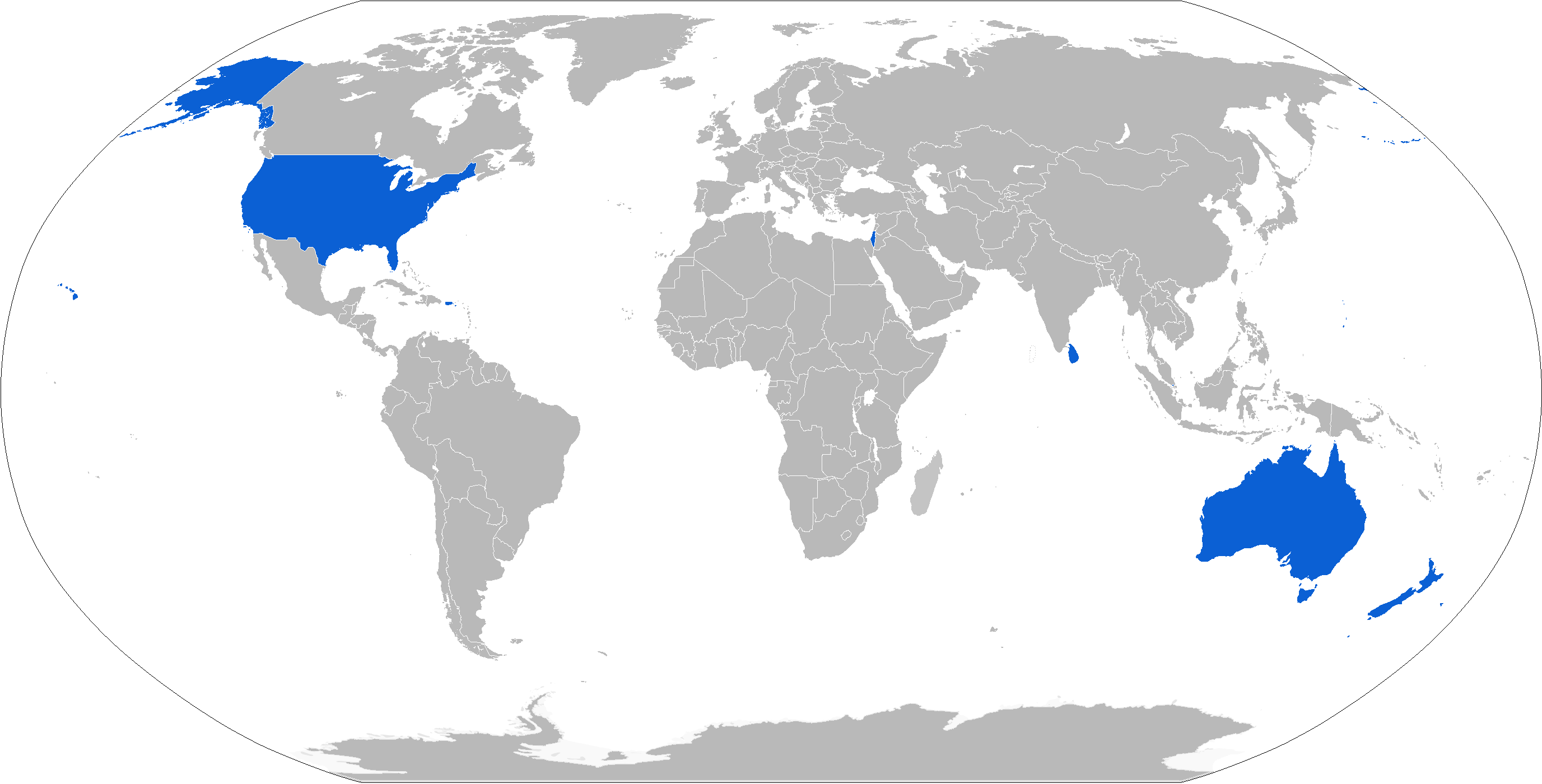
藍色為颱風武器站的使用國。

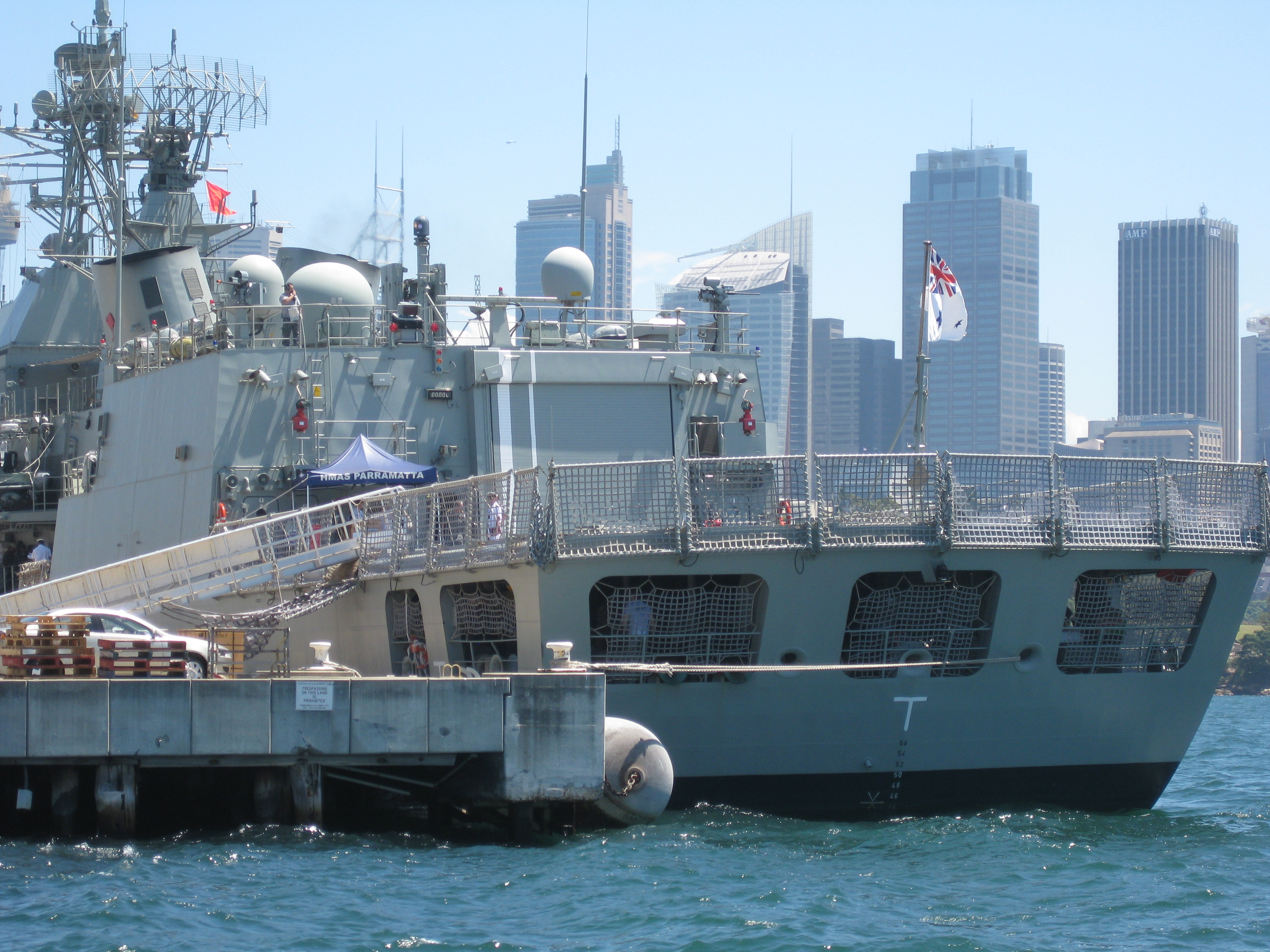
2010年1月，安扎克級巴拉馬打號護衛艦（FFH 154）的艦舳視圖。注意：分別安裝在飞机库頂部兩側的兩台迷你颱風槍架。

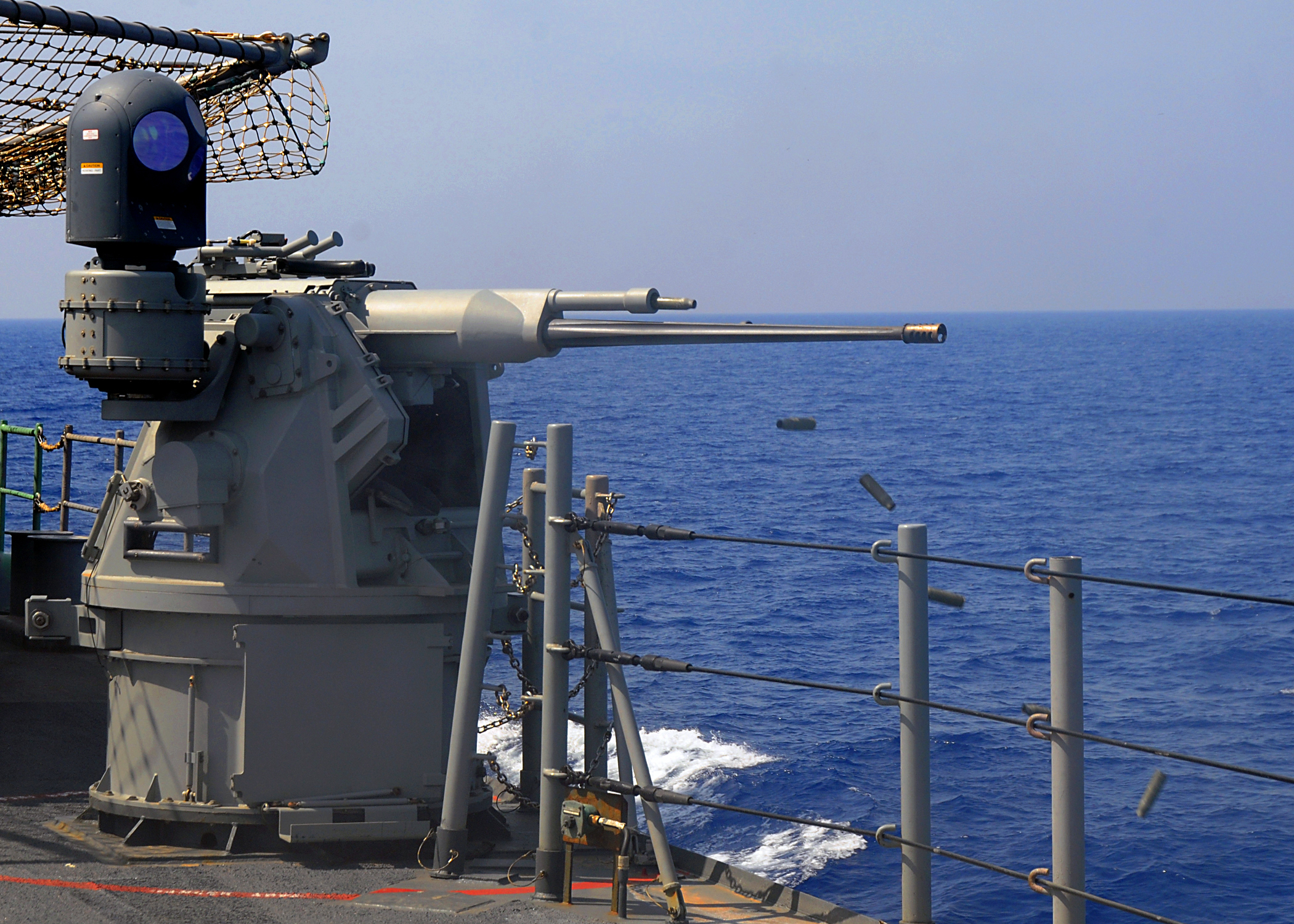
提康德羅加級韋拉灣號巡洋舰（CG-72）甲板上的Mk 38 Mod 2。

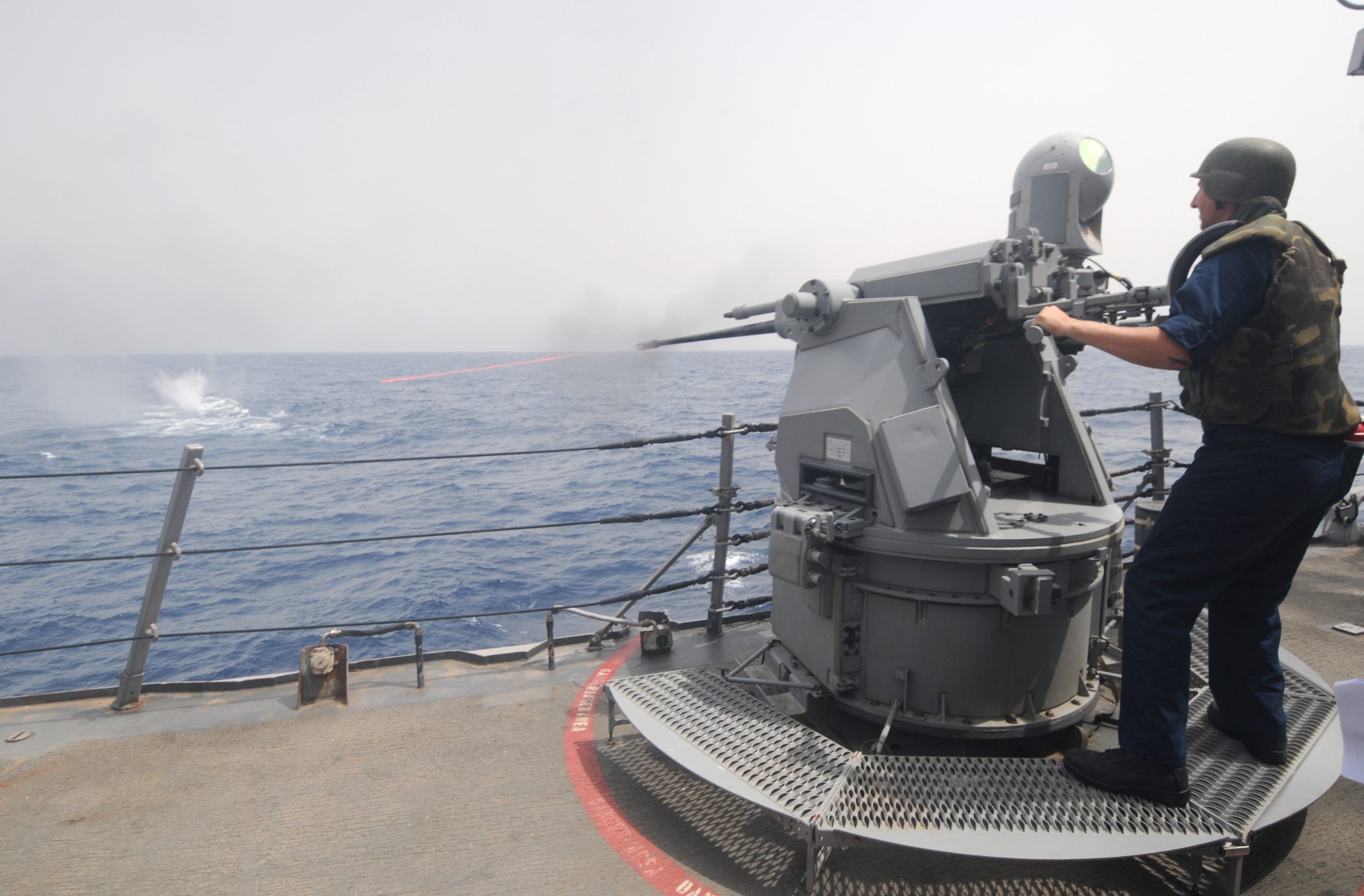
手動操作模式。

### 目前的使用國
- 阿德萊德級巡防艦—在中東部署時將迷你颱風用作臨時槍架。[3]
- 阿米代爾級巡邏艇（英语：Armidale-class patrol boat）—搭載25毫米M242巨蝮式鏈炮。
- 安扎克級護衛艦—在中東部署時將迷你颱風用作臨時槍架。[3]
- 堪培拉级两棲攻击舰[6]
- 卡尼貝拉級兩棲登陸平台艦（英语：Kanimbla-class landing platform amphibious）

 加拿大
- 哈利法克斯級護衛艦（英语：Halifax-class frigate）—迷你颱風用作槍架。

 印度
- 超級德沃拉Mk II級巡邏艇（英语：Super Dvora Mk II-class patrol boat）

 以色列—搭載25毫米M242巨蝮式鏈炮
- 沙龍級快速巡邏艇（英语：Shaldag-class fast patrol boat）
- 超級德沃拉Mk II級巡邏艇（英语：Super Dvora Mk II-class patrol boat）
- 超級德沃拉Mk III級巡邏艇（英语：Super Dvora Mk III-class patrol boat）
- 萨尔4.5型导弹快艇（英语：Sa'ar 4.5-class missile boat）

 馬爾地夫
- 科倫坡級超快速攻擊艇（英语：Ultra Fast Attack Craft）

 新西兰
- 安扎克級護衛艦—將迷你颱風用作永久裝上的槍架。[3]搭載白朗寧M2重機槍。
- 防禦者級近海巡邏艇（英语：Protector-class offshore patrol vessel）—一台，搭載25毫米口徑機炮。[7]

 新加坡
- 堅忍級兩棲登陸艦（英语：Endurance-class landing platform dock）—兩台，搭載25毫米口徑Mk 38 Mod 2機炮（安裝在艦艇中部左舷和右舷）。[1]
- 可畏级护卫舰—Mk 38 Mod 2機炮
- 勿洛級水雷對抗艦（英语：Bedok-class mine countermeasures vessel）—Mk 25
- 防禦者無人水面航行器（英语：Protector USV）—迷你颱風武器站Mk 49 Mod 0[4]
- 警察海岸保衛處（英语：Police Coast Guard）（PCG）—新型海岸巡邏艇（英語：New Coastal Patrol Craft，簡稱：NCPC）[2]

 菲律賓
- 多用途攻擊艇（英语：Multi-purpose Attack Craft）—迷你颱風和颱風MLS-ER型（可搭載長釘-ER型反坦克導彈）。

 斯里蘭卡
- 科倫坡級超快速攻擊艇（英语：Ultra Fast Attack Craft）
- 沙龍級快速巡邏艇（英语：Shaldag-class fast patrol boat）
- 超級德沃拉Mk II級巡邏艇（英语：Super Dvora Mk II-class patrol boat）
- 超級德沃拉Mk III級巡邏艇（英语：Super Dvora Mk III-class patrol boat）

 美国
- 颱風武器系統已經被美國海軍採用，命名為Mk 38 Mod 2，並由總部位於英國的BAE系統位於美國的分公司與拉斐爾合作向美國海軍提供武器。[8]
- 迷你颱風美國海軍選定為遙控操作輕武器槍架（ROSAM），命名為Mk 49 Mod 1。裝備了拉斐爾長釘反坦克導彈反坦克导弹與12.7毫米口徑武器的組合的衍生型已經在無人船隻以上進行測試。[9]

## 資料來源
1. 1 2  . Ministry of Defence (Singapore) (MINDEF). 23 July 2010  [15 September 2010]. （原始内容存档于2008-07-20）.
2. 1 2  Muhammad Juffry, Bin Joihani. . Police Life Monthly (Singapore: Singapore Police Force). Jul–Aug 2009, 35 (7)  [8 November 2010]. ISSN 0217-8699. （原始内容存档于2011年6月22日）.
3. 1 2 3 4 5 6  Scott, Richard. . International Defence Review (Jane's Information Group). 12 December 2007.
4. 1 2  . MINDEF. 2 June 2010  [15 September 2010]. （原始内容存档于2014-02-14）.
5. ↑   (PDF).   [2020-09-02]. （原始内容存档 (PDF)于2021-03-09）.
6. ↑  . January 4, 2014  [2016-07-09]. （原始内容存档于2014-01-04）.
7. ↑  .   [2016-07-09]. （原始内容存档于2015-07-21）.
8. ↑   (PDF).   [2016-07-09]. （原始内容 (PDF)存档于2012-12-02）.
9. ↑  .   [2016-07-09]. （原始内容存档于2013-01-17）.

## 外部連結
- 维基共享资源上的相關多媒體資源：拉斐爾颱風武器站
- （英文）—TYPHOON Naval Stabilized Weapon Station （页面存档备份，存于）
- （英文）—MINI-TYPHOON Naval Stabilized Weapon Station （页面存档备份，存于）

视频鏈接
- YouTube上的Typhoon firing during Operation Cast Lead (Gaza War)